# Tenis ziemny na Letniej Uniwersjadzie 2007
Tenis ziemny na Letniej Uniwersjadzie 2007 – turniej tenisowy, który był rozgrywany w dniach 9–16 sierpnia 2007 roku podczas letniej uniwersjady w Nonthaburi. Zawodnicy zmagali się na obiektach The National Tennis Development Center. Tenisiści rywalizowali w pięciu konkurencjach: singlu i deblu mężczyzn oraz kobiet oraz grze mieszanej.

## Obiekty
| Obiekt                                 | Miasto     | Funkcja           |
| The National Tennis Development Center | Nonthaburi | Zawody i treningi |

## Medale
| Konkurencja              | Złoto                                               | Srebro                                             | Brąz                                              |
| Mężczyźni                |                                                     |                                                    |                                                   |
| Gra pojedyncza szczegóły | Danai Udomchoke · Tajlandia                         | An Jae-sung · Korea Południowa                     | Charles-Antoine Brezac · Francja                  |
| Gra pojedyncza szczegóły | Danai Udomchoke · Tajlandia                         | An Jae-sung · Korea Południowa                     | Chen Ti · Chińskie Tajpej                         |
| Gra podwójna szczegóły   | Sanchai Ratiwatana · Sonchat Ratiwatana · Tajlandia | Paweł Czechow · Aleksandr Krasnorutskij · Rosja    | Prima Simpatiaji · Sunu Wahyu Trijati · Indonezja |
| Gra podwójna szczegóły   | Sanchai Ratiwatana · Sonchat Ratiwatana · Tajlandia | Paweł Czechow · Aleksandr Krasnorutskij · Rosja    | An Jae-sung · Kim Sun-yong · Korea Południowa     |
| Kobiety                  |                                                     |                                                    |                                                   |
| Gra pojedyncza szczegóły | Alisa Klejbanowa · Rosja                            | Margit Rüütel · Estonia                            | Chan Chin-wei · Chińskie Tajpej                   |
| Gra pojedyncza szczegóły | Alisa Klejbanowa · Rosja                            | Margit Rüütel · Estonia                            | Sandy Gumulya · Indonezja                         |
| Gra podwójna szczegóły   | Chan Yung-jan · Chuang Chia-jung · Chińskie Tajpej  | Amina Rakhim · Madina Rakhim · Kazachstan          | Ivana Abramović · Marija Abramović · Chorwacja    |
| Gra podwójna szczegóły   | Chan Yung-jan · Chuang Chia-jung · Chińskie Tajpej  | Amina Rakhim · Madina Rakhim · Kazachstan          | Lee Jin-a · Yoo Mi · Korea Południowa             |
| Mieszane                 |                                                     |                                                    |                                                   |
| Gra podwójna szczegóły   | Eva Hrdinová · Pavel Šnobel · Czechy                | Alisa Klejbanowa · Aleksandr Krasnorutskij · Rosja | Ivana Abramović · Ivan Cerović · Chorwacja        |
| Gra podwójna szczegóły   | Eva Hrdinová · Pavel Šnobel · Czechy                | Alisa Klejbanowa · Aleksandr Krasnorutskij · Rosja | Chuang Chia-jung · Chen Ti · Chińskie Tajpej      |

## Czołówka tabeli medalowej
| Rk  | Kraj             | Złoto | Srebro | Brąz | Razem |
| 1.  | Tajlandia        | 2     |        |      | 2     |
| 2.  | Rosja            | 1     | 2      |      | 3     |
| 3.  | Chińskie Tajpej  | 1     |        | 3    | 4     |
| 4.  | Czechy           | 1     |        |      | 1     |
| 5.  | Korea Południowa |       | 1      | 2    | 3     |
| 6.  | Estonia          |       | 1      |      | 1     |
| 6.  | Kazachstan       |       | 1      |      | 1     |
| 8.  | Chorwacja        |       |        | 2    | 2     |
| 8.  | Indonezja        |       |        | 2    | 2     |
| 10. | Francja          |       |        | 1    | 1     |